# Vlad Druc
Vlad Druc (n. 17 octombrie 1948, Pociumbăuți, raionul Rîșcani, gubernia Basarabia, Imperiul Rus) este un regizor de filme documentare din Republica Moldova.  

## Biografie
Vlad Druc s-a născut la data de 17 octombrie 1948, în satul Pociumbăuți din raionul Edineț. A urmat cursuri de regie de teatru la Institutul de Arte “Gavriil Musicescu” din Chișinău (1966-1967), apoi de regie de film documentar la Institutul Unional de Cinematografie din Moscova - VGIK (1967–1973). 
După absolvirea studiilor la Moscova în anul 1973, este angajat ca regizor la studioul cinematografic "Moldova-film", realizând zeci de filme documentare. Începând din anul 2000 lucrează în cadrul studioului independent "Media SDB". A obținut Diploma pentru cel mai bun film documentar la Concursul republican de vizionare (Chișinău, 1979) pentru filmul Tatăl și  Premiul de simpatie al publicului la Festivalul Internațional de Film Documentar CRONOGRAF din Chișinău (13-15 decembrie 2001) pentru filmul Bucuria de a trăi. De asemenea, i s-a decernat în anul 1996 Premiul Național al Republicii Moldova.
În prezent, începând din 2003, este și profesor de Arta filmului la Catedra Regie TV a Academiei de Muzică, Teatru și Arte Plastice din Chișinău. Din 2006, este șef al Catedrei Multimedia de la academie.

## Filmografie

### Regizor

#### Filme de ficțiune
- Luna lui Caus (1984)
- Corespondentul vostru special (1987)
- Cursa (1989)

#### Filme documentare
- Arta (1971)
- Moldova la Leipzig (1972)
- Întâlniri pe pământul Franței (1972)
- Ion Creangă (1973)
- Reîntoarcere (1975)
- Și-i veșnic cântecul (1975)
- Pe Magistrala Baikalo-Amur (1976)
- Copilul tău (1976)
- Firul cel viu (1976)
- Pământul meu (1977);
- Gobelen (1978)
- Tatăl (1978)
- Meșterul anonim (1979)
- Ciobenii (1980)
- În astă seară (1980)
- Neobositele mâinile tale (1982)
- Găgăuzii (1982)
- Picătura bunătății noastre (1982)
- Jocurile copilăriei noastre (1985) - în colaborare cu Mircea Chistrugă
- Moara (1985)
- Coboare pacea pe pământ (1988)
- Vai, sărmana turturică! (1988)
- Goliciune (1989)
- Cheamă-i Doamne înapoi (1989)
- Vive la Femme (1989)
- Crăciunul însângerat (1990) - în colaborare cu Valeriu Gagiu
- Ștefan cel Mare (1990)
- Duminica Mare (1990) - în colaborare cu Mircea Chistrugă
- Quo Vadis Popule? (1991/92)
- Memory Depilation (Art, Eromania, 1992)
- Lica Sainciuc (1993)
- La Moldova (Centrul Național de Cinematografie, 1995)
- Nea Costache (studioul "Bucium", 1998)
- Chișinău (studioul "Bucium", 1998)
- Rapsodie chișinăueană (ProFilm, 1999)
- Primarul (ProFilm, 1999)
- Bucuria de a trăi (2001)
- Aria (2005)

### Scenarist
- Arta (1971)
- Maria Codreanu (1973)
- Gobelen (1978)
- Meșterul anonim (1979)
- Ciobenii (1980)
- Luna lui Caus (1984)
- Jocurile copilăriei noastre (1985)
- Haiducul (f/a, 1985)
- Moara (1985)
- Duminica Mare (1990)
- Lica Sainciuc (1993)

### Actor
- Corespondentul vostru special (1987) - Anton Sârbu
- Cursa (1989) - Pavel
- Ba Liduța, ba Veruța - Ghiță

### Regie de montaj
- Cursa (1989)
- Dănilă Prepeleac (1996) - în colaborare cu Adriana Ionescu

## Regie de imagine
- Alexandru Cazacu (1997)
- Rapsodie chișinăueană (ProFilm, 1999)